# 姜冬冬
姜冬冬（1976年10月—），男，安徽利辛人，中華人民共和國政治人物。畢業於华东理工大学。现任中共泰州市委书记。

## 生平
姜冬冬曾在上海市静安区任職。2013年，出任上海市委、市政府信访办副主任。2015年，姜冬冬作為上海援疆幹部，被派往新疆担任克拉玛依市副市长、市委副书记。
2019年11月，升任上海市普陀区代区长。2020年1月，当选上海市普陀区区长，上任時是上海最年轻的区长。2021年8月，任普陀区區委書記，當時姜冬冬是上海最年轻的区委书记。
在上海期間，姜冬冬還是上海市人大代表，中共二十大代表。
2024年10月8日，姜冬冬跨省调任，任中共泰州市委书记，同时取代无锡市委书记杜小刚，成为江苏最年轻的市委书记。